# 金性洙
金 性洙（キム・ソンス、朝鮮語: 김성수、 光緒17年9月9日（1891年10月11日） - 1955年2月18日）は、日本統治時代の朝鮮の実業家、独立運動家。大韓民国の政治家、教育者、言論人。本貫は蔚山金氏。『東亜日報』や高麗大学校、韓国民主党などの設立者としても知られる。朝鮮独立のためには実力の養成が必要だとして、朝鮮人の立場を代弁するメディアとして『東亜日報』を、人材の育成を目的に中央高等学校と高麗大学校を設立した。実業家としても、京城紡織を中心に綿紡績・ナイロン生産に従事し、朝鮮内のみならず満州にまで事業範囲を伸ばしたが、このことにより、韓国では、2002年に発表された親日派708人名簿に登録され、2005年には民族問題研究所による親日派リストに含まれた。1951年5月 - 1952年8月 第2任大韓民国の副統領。字は判錫（パンソク、판석）、号は「仁村」（インチョン、인촌）。

## 生涯

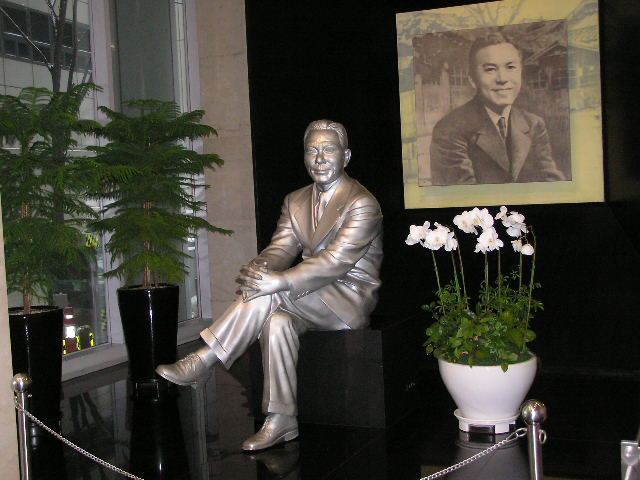
東亜日報社屋内に建つ金性洙像

金暻中の四男として全羅北道高敞郡富安面に生まれる。金一族は祖父の代から所有地を増やし、父の暻中はその財力で地方官吏（郡守）となり、更に韓国統監府・朝鮮総督府の土地整理政策に協力することで資産を増大させ、併合後は朝鮮一の大地主と呼ばれるに到った人物である。正則英語学校、錦城学校尋常中学校を経て早稲田大学政治経済学部を卒業した。在学中は日本内地への朝鮮人留学生に資金面での援助を行い、後の人脈に大きく寄与している。帰国して教職を務める等した後、1919年に家業の紡績業を近代資本主義的会社である京城紡織として改組する。
1920年には東亜日報を設立し、1932年には財政難に陥った普成専門学校の経営を引き受け、今日の高麗大学校を設立した。東亜日報の文盲退治運動（ハングル文字普及運動）は購読者拡大、また紙面での民族品愛用運動も内地産品に品質で劣る京城紡織製品の販売促進、といった経営上の思惑もあったものの、それを超えて民族意識の高まりに貢献した。民族主義を煽る記事で総督府から停刊処分を受けもしたが、その朝鮮人世論への影響力を交渉材料として、総督府系国策銀行の朝鮮殖産銀行から京城紡織へ多額の融資を引き出すしたたかさも見せている。
終戦後の1945年9月8日に、朝鮮人民共和国の内閣が発表され、文教部長に任命された。1947年にアメリカのトルーマン大統領が、 トルーマン・ドクトリンを発表すると、当時韓民党主席総務だった金性洙は、トルーマンに対し賛辞を示す無線電報を送った。
金性洙は「金性洙系列」と呼称される集団を形成し、日本留学中より懇意にしていた宋鎮禹を伴い、以降も白南薰（ベク・ナムフン、백남훈）、許政、白寛洙、趙炳玉、尹潽善や張徳秀等とも近い関係を維持した。一方では、周囲の有能な若い知識人たちに財政支援をする奨学財団湖南学会（湖南財閥）等の活動も行っていた。結局、彼はこのような力を土台にして、人心を掌握し、独立以後代表的な右翼政党だった韓民党を創党する事に成功した。これに伴い、宋鎮禹や白寛洙、張徳秀等は、韓民党の重要な役職に就く事となった。
1945年12月27日のモスクワ三国外相会議の信託統治方針をめぐって、慎重派の宋鎮禹が12月30日に暗殺された後、1948年に韓民党主席総務を務めた事と、1951年5月から1年間、李承晩大統領の引きにより、副大統領職を引き受けた。金性洙の特徴は、この時期の他の大物政治家と違い、韓民党主席総務と副大統領の職務を除き、自ら表舞台に出る事がなかった、という点にある。

## 人物
独立後の韓国において、政治家の殆どがキリスト教（主にカトリック）、もしくは仏教などに関連する宗教団体と提携して政治活動を展開していた、という時代だったにもかかわらず、金九（金九自身はクリスチャンだった）と並んで、いずれの宗教団体からも援助を受けていなかった数少ない政治家の一人だったことでも知られている。
息子に金相万、金相琪、金相欽、金楠などがいる。実業家の金秊洙は弟、元国務総理の金相浹や金相鴻、金相廈は甥。東亜日報名誉会長の金炳琯や李明博政権の初代外交安保首席秘書官の金炳局は孫、東亜日報社長の金載昊や実業家の金載烈は曽孫。また、元国会議員の高永完の2人の妹は息子の金相万と金相欽の妻。

## 評価と批判
韓国の進歩派からは日帝強占時に企業を運営して富を蓄積し、この過程で親日行為をしたと批判されている。2002年に発表された親日派708人名簿と、2005年に進歩派系の民族問題研究所が整理した親日派リストに含まれており、親日反民族行為者に認定された。しかし、韓国の保守派からは親日行為を行ったか否かについて反論があり、韓国国内では評価が保守・進歩両派内で割れている。
そのような情勢下において、大法院は2017年4月13日に、仁村の曽孫である東亜日報社長の金載昊と仁村記念会が行政自治部長官を相手として提訴した親日反民族行為決定処分取消請求訴訟について、上告を棄却して、金性洙の親日行為を認定した。続いて2018年2月13日には、韓国政府は大法院判決に基づいて、過去に行われていた金性洙の叙勲を剥奪した。虚偽功績による叙勲は叙勲法に基づき取り消さなければならず、国家報勲処の要請により行われたとされる。一連の韓国政府による措置を受けて、高麗大学では創設者である金性洙銅像を撤去するように進歩派系の学生団体が求めて、大学側と紛争化するに至った。
事実金性洙は独立運動家だったが末年に変節したように、韓国李承晩政府でも初めては協力したが李承晩が独裁者になろうと対立しながら以後民主化運動に参加、今日韓国左派系第1党である民主党を設立するにも多くの貢献をしたので左右の評価を一つだけに裁断することができない人物である。実際、金性洙が設立した東亜日報が支持した金大中大統領も金性洙を評価したことがある。しかし、21世紀に入って東亜日報の論調が保守化され、金性洙も一緒に進歩派から批判される面もある。